# Miniscia maculata
Miniscia maculata är en insektsart som först beskrevs av Melichar 1902.  Miniscia maculata ingår i släktet Miniscia och familjen Flatidae. Inga underarter finns listade i Catalogue of Life.